# Traulia affinis
Traulia affinis är en insektsart som först beskrevs av Wilhem de Haan 1842.  Traulia affinis ingår i släktet Traulia och familjen gräshoppor. Inga underarter finns listade i Catalogue of Life.